# Wilfried Reininghaus
Wilfried Reininghaus (né le 26 avril 1950 à Schwerte) est un historien et archiviste allemand. Il est président des Archives d'État de Rhénanie-du-Nord-Westphalie de 2004 à 2013. Reininghaus est professeur adjoint d'histoire régionale de Westphalie à l'Université westphalienne Guillaume de Münster et ancien premier président de la Commission historique de Westphalie.

## Biographie
Après avoir obtenu son diplôme au lycée Theodor-Heuss d'Hagen (de), Wilfried Reininghaus étudie l'économie et l'histoire à l'Université westphalienne Guillaume de Münster à partir de 1969. En 1974, il réussit l'examen d'économiste, le premier examen d'État suit en 1978 et le doctorat en 1980 sous la direction d'Otto Gerhard Oexle (de) avec une thèse sur l'émergence des corporations de compagnons à la fin du Moyen Âge. De 1980 à 1982, il effectue son stage d'archivage à l'école d'archives de Marbourg (de), puis de 1982 à 1996, il travaille aux archives économiques de Westphalie (de) à Dortmund, dont il est directeur depuis 1992. En 1996, il devient directeur des Archives d'État de Rhénanie-du-Nord-Westphalie à Münster (Directeur SARL des Archives d'État), qui fusionnent avec les autres archives d'État en 2004 et sont connues depuis 2008 sous le nom des Archives d'État de Rhénanie-du-Nord-Westphalie, Département de Westphalie. Après la fusion des trois archives de l'État de Rhénanie du Nord-Westphalie pour former les Archives d'État de Rhénanie-du-Nord-Westphalie, Wilfried Reininghaus est nommé premier président le 1er janvier 2004. Il prend sa retraite le 30 avril 2013.
En 1990, Reininghaus commence à enseigner à l'Université de Münster, où en 1992 il complète son habilitation en histoire régionale westphalienne avec une thèse sur les marchands de la ville d'Iserlohn (1700-1815). En 1998, il est nommé professeur adjoint d'histoire régionale westphalienne à l'Université de Münster. Reininghaus est élu membre à part entière de la Commission historique de Westphalie en 1990, il rejoint le conseil d'administration en 1997, devient second président en 2000 et est premier président de la commission de 2003 à 2018. L'assemblée générale de la commission l'élit membre honoraire le 13 avril 2018 à Beckum,.
Reininghaus est également expert pour la DFG de 1993 à 2005, coordinateur du projet de développement germano-polonais sur l'histoire de l'exploitation minière en Prusse (1750-1865) de 1999 à 2003, président de la commission structurelle de l'école d'archives de Marbourg (de) à partir de 2005. jusqu'en 2012 et président du conseil scientifique depuis 2009 pour la reconstruction des archives historiques de la ville de Cologne (de). En 1999, il est responsable d'une exposition sur la révolution de 1848/50 en Westphalie et à Lippe et en 2003 d'une exposition sur la sécularisation entre le Rhin et la Weser.

## Publications

### En tant qu'auteur
- Die Entstehung der Gesellengilden im Spätmittelalter. Gekürzte Diss. Münster, 1980 (= Vierteljahresschrift für Sozial- und Wirtschaftsgeschichte, Beiheft. Volume 71). Wiesbaden 1981.
- Quellen zur Geschichte der Handwerksgesellen im spätmittelalterlichen Basel. Bâle, 1982.
- Kleine Geschichte der Dortmunder Versicherungswirtschaft im 19. und 20. Jahrhundert. Dortmund, 1983.
- 50 Jahre TTVg Schwerte 1945–1985. Schwerte, 1985.
- Zünfte, Städte und Staat in der Grafschaft Mark. Einleitung und Regesten zu Texten des 14. bis 19. Jahrhunderts. Münster, 1989.
- Gewerbe in der Frühen Neuzeit (= Enzyklopädie deutscher Geschichte. Volume 3). Munich, 1990.
- Handwerk und Zünfte im Paderborner Land und in Höxter. Paderborn, 1991.
- Das Archiv der Familie und Firma Johann Caspar Harkot zu Hagen-Harkorten im Westfälischen Wirtschaftsarchiv Dortmund. Münster, 1991.
- Die Akten des Schwerter Richters (17./18. Jahrhundert). Stadtarchiv Schwerte, Bestand P. Münster, 1992.
- Das Archivwesen der Wirtschaft. Eine Einführung (= Fernstudienbrückenkurse. Studiengang Archivwesen). Berlin, 1994.
- Die Stadt Iserlohn und ihre Kaufleute (1700–1815). Gekürzte Habil.-Schrift, 2 Vol., Münster 1992 (= Untersuchungen zur Wirtschafts-, Sozial- und Technikgeschichte. Band 13). Dortmund, 1995.
- Ein westfälischer Kaufmann in Amerika 1783/84. Johann Heinrich Basses Bericht über seinen Konkurs in Philadelphia (= Gesellschaft für Westfälische Wirtschaftsgeschichte e. V. Kleine Schriften. Volume 31). Dortmund, 2004.
- 75 Jahre Ruhrtalmuseum. Ein Ort der Erinnerung. Schwerte, 2009.
- Friedrich Philippi. Historiker und Archivar in wilhelminischer Zeit – eine Biographie. Münster, 2014.
- Die Revolution 1918/19 in Westfalen und Lippe als Forschungsproblem. Quellen und offene Fragen. Mit einer Dokumentation zu den Arbeiter-, Soldaten- und Bauernräten. Aschendorff Verlag, Münster, 2016,  (ISBN 978-3-402-15124-2).
- Die vorindustrielle Wirtschaft in Westfalen. Ihre Geschichte vom Beginn des Mittelalters bis zum Ende des Alten Reiches. 3 Volumes. Aschendorff Verlag, Münster, 2018,  (ISBN 978-3-402-15123-5).

### En tant que co-auteur
- avec Frank M. Bischoff (de), Archive in Nordrhein-Westfalen im Internet (= Veröffentlichungen der staatlichen Archive des Landes Nordrhein-Westfalen: Reihe E H. Volume 5). Münster, 1998.
- avec Sigrun Eckelmann, Hans-Dieter Kreikamp, Angelika Menne-Haritz, Neue Medien im Archiv. Onlinezugang und elektronische Aufzeichnungen. Bericht über eine Studienreise nach Nordamerika, 10.–21. Mai 1999 (= Veröffentlichungen der Archivschulen Marburg. Volume 32). Marbourg, 2000.
- avec Reinhard Köhne, Berg-, Hütten- und Hammerwerke im Herzogtum Westfalen im Mittelalter und in der frühen Neuzeit. Münster, 2008.

### En tant qu'éditeur
- Wanderhandel in Europa. Beiträge zur wissenschaftlichen Tagung in Ibbenbüren, Mettingen, Recke und Hopsten vom 9.–11. Oktober 1992. Dortmund, 1993.
- Die Revolution 1848/49 in Westfalen und Lippe. Tagung der Historischen Kommission für Westfalen am 18. und 19. Februar 1999 in Iserlohn (= Schriften der Historischen Kommission für Westfalen. Volume 16). Münster, 1999.
- Zunftlandschaften in Deutschland und den Niederlanden im Vergleich (= Schriften der Historischen Kommission für Westfalen. Volume 17). Münster, 2000.

### En tant que co-éditeur
- avec Jutta Prieur (dir.), Wollenlaken, Trippen, Bombasinen. Die Textilzünfte in Wesel zwischen Mittelalter und Neuzeit. Wesel, 1983.
- avec Klara van Eyll (dir.), Quellen zur Geschichte des Deutschen Industrie- und Handelstags in Kammerarchiven 1861 bis 1918. Bonn, 1986.
- avec Ottfried Dascher (de) et Gabriele Unverferth (dir.), Soll und Haben. Geschichte und Geschichten aus dem Westfälischen Wirtschaftsarchiv. Dortmund, 1991.
- avec Joachim Huske et Thomas Schilp (de) (dir.), Das Muth-, Verleih- und Bestätigungsbuch 1770–1773. Eine Quelle zur Frühgeschichte des Ruhrbergbaus. Dortmund, 1993.
- avec Erich Thurmann et Hartwig Walberg (dir.), Quellen zur Zunftgeschichte Lippstadts in der frühen Neuzeit. Lippstadt, 1993.
- avec Wolfgang Köllmann (de) et Karl Teppe (de) (dir.), Bürgerlichkeit zwischen gewerblicher und industrieller Wirtschaft. Beiträge des wissenschaftlichen Kolloquiums anläßlich des 200. Geburtstags von Friedrich Harkort vom 25. bis 27. Februar 1993. Dortmund, 1994.
- avec Ralf Stremmel (dir.), Handwerk, Bürgertum und Staat. Beiträge des zweiten handwerksgeschichtlichen Kolloquiums auf Schloß Raesfeld, 12. bis 14. Januar 1995. Dortmund, 1997.
- avec Jochen Hoock (dir.), Kaufleute in Europa. Handelshäuser und ihre Überlieferung in vor- und frühindustrieller Zeit. Beiträge der Tagung im Westfälischen Wirtschaftsarchiv 9. bis 11. Mai 1997. Dortmund, 1997.
- avec Renate Köhne-Lindenlaub et Evelyn Kroker (dir.), Handbuch für Wirtschaftsarchivare. Theorie und Praxis. Munich, 1998.
- avec Horst Conrad (dir.), Für Freiheit und Recht. Westfalen und Lippe in der Revolution 1848/49. Münster, 1999.
- avec Karl Teppe (dir.), Verkehr und Region im 19. und 20. Jahrhundert. Westfälische Beispiele. Paderborn, 1999.
- avec Frank M. Bischoff (dir.), Die Rolle der Archive in Online-Informationssystemen. Beiträge zu einem Workshop im Staatsarchiv Münster 8.-9. Juli 1998. Münster, 1999.
- avec Karl Heinrich Kaufhold (dir.), Stadt und Handwerk in Mittelalter und Früher Neuzeit (= Städteforschung Reihe A. Darstellungen. Volume 54). Cologne/Weimar/Vienne, 2000.
- avec Norbert Reimann (de) (dir.), Zwangsarbeit in Deutschland. Archiv- und Sammelgut, Topographie und Erschließungsstrategien. Bielefeld, 2001.
- avec Karl Heinrich Kaufhold (dir.), Stadt und Bergbau (= Städteforschung Reihe A. Darstellungen. Volume 64). Cologne/Weimar/Vienne, 2004.
- avec Heinz Duchhardt (dir.), Stadt und Region. Internationale Forschungen und Perspektiven. Kolloquium für Peter Johanek. Cologne/Weimar/Vienne, 2005.
- avec Mechthild Black-Veldtrup und Michael Farrenkopf (dir.), Die Überlieferung der preußischen Bergverwaltung. Erfahrungen und Perspektiven zur Bearbeitung des sachthematischen Inventars der preußischen Berg-, Hütten- und Salinenverwaltung, 1763–1865. Bochum/Münster, 2005.
- avec Reinhard Köhne und Thomas Stöller (dir.), Bergbau im Sauerland. Westfälischer Bergbau in der Römerzeit und im Frühmittelalter. Münster, 2006.
- avec Manfred Groten (de), Peter Johanek (de) et Margret Wensky (dir.), Handbuch der Historischen Stätten. Nordrhein-Westfalen. 3e édition. Stuttgart, 2006.
- avec Christoph Nonn et Wolf-Rüdiger Schleidgen (dir.), Die Kabinettsprotokolle der Landesregierung von Nordrhein-Westfalen 1966–1970 (Sechste Wahlperiode). Eingeleitet und bearbeitet von Andreas Pilger, 2 Vol. Siegburg, 2006.
- avec Andreas Pilger (dir.), Lehren aus Köln. Dokumentation der Expertenanhörung „Der Kölner Archiveinsturz und die Konsequenzen“. Düsseldorf, 2009.
- avec Frank M. Bischoff und Christoph Nonn (dir.), Die Kabinettsprotokolle der Landesregierung von Nordrhein-Westfalen 1970–1975 (Siebte Wahlperiode). Eingeleitet und bearbeitet von Martin Schlemmer, 2 Vol. Düsseldorf, 2009.
- avec Manfred Groten (de) et Clemens von Looz-Corswaren (dir.), Der Jülich-Klevische Erbfolgestreit 1609. Seine Voraussetzungen und seine Folgen (= Veröffentlichungen der Historischen Kommission für Westfalen, Neue Folge. Volume 1). Düsseldorf, 2011.
- avec Clemens Rehm (dir.), Richtlinien zu Kulturgut- und Notfallbewältigung. Neue Strategien der der Schadensprävention und -behebung bei Archivgut. Düsseldorf, 2011.
- avec Werner Freitag (de) (dir.), Burgen in Westfalen. Wehranlagen, Herrschaftssitze, Wirtschaftskerne (12.–14. Jh.). Beiträge zur Tagung am 10. und 11. September 2010 in Hemer. Münster, 2012.
- avec Marcus Stumpf (de) (dir.), Amtsbücher als Quellen der landesgeschichtlichen Forschung. Münster, 2012.
- avec Peter Oestmann (de) (dir.), Die Akten des Reichskammergerichts. Schlüssel zur vormodernen Geschichte (= Veröffentlichungen des Landesarchivs Nordrhein-Westfalen). Düsseldorf, 2012.
- avec Bernd Walter (de) (dir.), Räume – Grenzen – Identitäten. Westfalen als Gegenstand landes- und regionalgeschichtlicher Forschung. Paderborn, 2013.
- avec Marcus Stumpf (dir.), Schatzungs- und Steuerlisten als Quellen landesgeschichtlicher Forschung. Münster, 2014.
- avec Stefan Pätzold (de), Quellenkunde zur westfälischen Geschichte vor 1800. Zwanzig Beiträge zu Auswertungsmöglichkeiten und Erkenntnispotentialen vormoderner Überlieferungen. Aschendorff, Münster, 2023,  (ISBN 978-3-402-15143-3).

### En tant qu'éditeur
- avec Hans Vollmerhaus, Inventar zum Bestand K 1 IHK Dortmund, Bd. 4: (1980) 1918–1932. Dortmund, 1983.
- Quellen zur Geschichte des Handwerks. Ein Bestandsnachweis für die Kreishandwerkschaften in Westfalen und Lippe. Dortmund, 1984.
- avec Gabriele Unverferth, Inventar zum Bestand F 62 Vereinigte Deutsche Nickel-Werke AG vormals Westfälisches Nickelwalzwerk Fleitmann, Witte & Co. Schwerte. Dortmund, 1986.
- avec Klaus Pradler, Quellen zur Wirtschaftsgeschichte Iserlohns. Dortmund 1987.
- Inventar zum Bestand F 3 Werkzeugmaschinenfabrik Wagner & Co., Dortmund, (1855) 1865–1978. Dortmund, 1990.
- Friedrich Harkort, Kamp & Co – Die Mechanische Werkstätte in Wetter. Inventar zum Bestand F 1,2 Bde. Dortmund, 1993.
- avec Bernd D. Plaumann, Die Handelskammer Münster und ihr Archiv 1854–1926. Inventar zum Bestand K 5. Dortmund, 1993.
- Metallgewerbe und Außenhandel in der Grafschaft Mark 1674–1726. Quellen aus Uppsala und Hagen. Münster, 1995.
- avec Hartmut Schaldt und Ralf Stremmel, Handbuch zur Geschichte der westfälisch-lippischen Sparkassen, 2 Vol. Dortmund, 1998.
- avec Ralf Stremmel, Firmenarchiv Gussstahl-Werk Witten und Familienarchiv Berger. Inventar zu den Beständen F 81 und N24. Dortmund, 1999.
- Das Staatsarchiv Münster und seine Bestände. Vol. 5: Territorialarchive von Minden, Ravensburg, Tecklenburg, Lingen und Herford. Münster, 2000.
- avec Jürgen Kloosterhuis, Das „Taschenbuch Romberg“. Die Grafschaft Mark in der preußischen Statistik des Jahres 1804 (= Veröffentlichungen der Historischen Kommission für Westfalen XXII A. Band 14). Münster, 2001.
- Quellen zur Geschichte der Stadt Brilon 1482–1578 (= Veröffentlichungen der Staatlichen Archive des Landes Nordrhein-Westfalen. Band 49). Münster, 2003.
- avec Herta Sagebiel, Die Tagebücher des Ludwig Freiherrn von Vincke 1789–1844. Bd. 1: 1789–1792. Münster, 2009.
- avec Tobias Meyer-Zurwelle, Herta Sagebiel und Tobias Schenk, Die Tagebücher des Ludwig Freiherrn von Vincke 1789–1844. Bd. 2: 1792–1793. Münster, 2011.